# Monte Hua
Il monte Hua o Hua shan è una montagna situata vicino alla città di Huayin, nella provincia di Shaanxi a circa 120 chilometri ad est di Xi'an. Si tratta di una delle cinque grandi Montagne sacre cinesi, ed è da secoli meta di pellegrinaggi. In passato si riteneva avesse tre picchi, ma oggi se ne riconoscono cinque principali, dei quali il più elevato è il picco sud, con 2.154,9 metri di altitudine.

## Geografia
La montagna è situata vicino all'angolo a sudest dell'altopiano del Loess nel bacino del fiume giallo, a sud della valle del fiume Wei, nella parte orientale dei monti di Qin, nella provincia Shaanxi meridionale. 

## Ascensione e templi

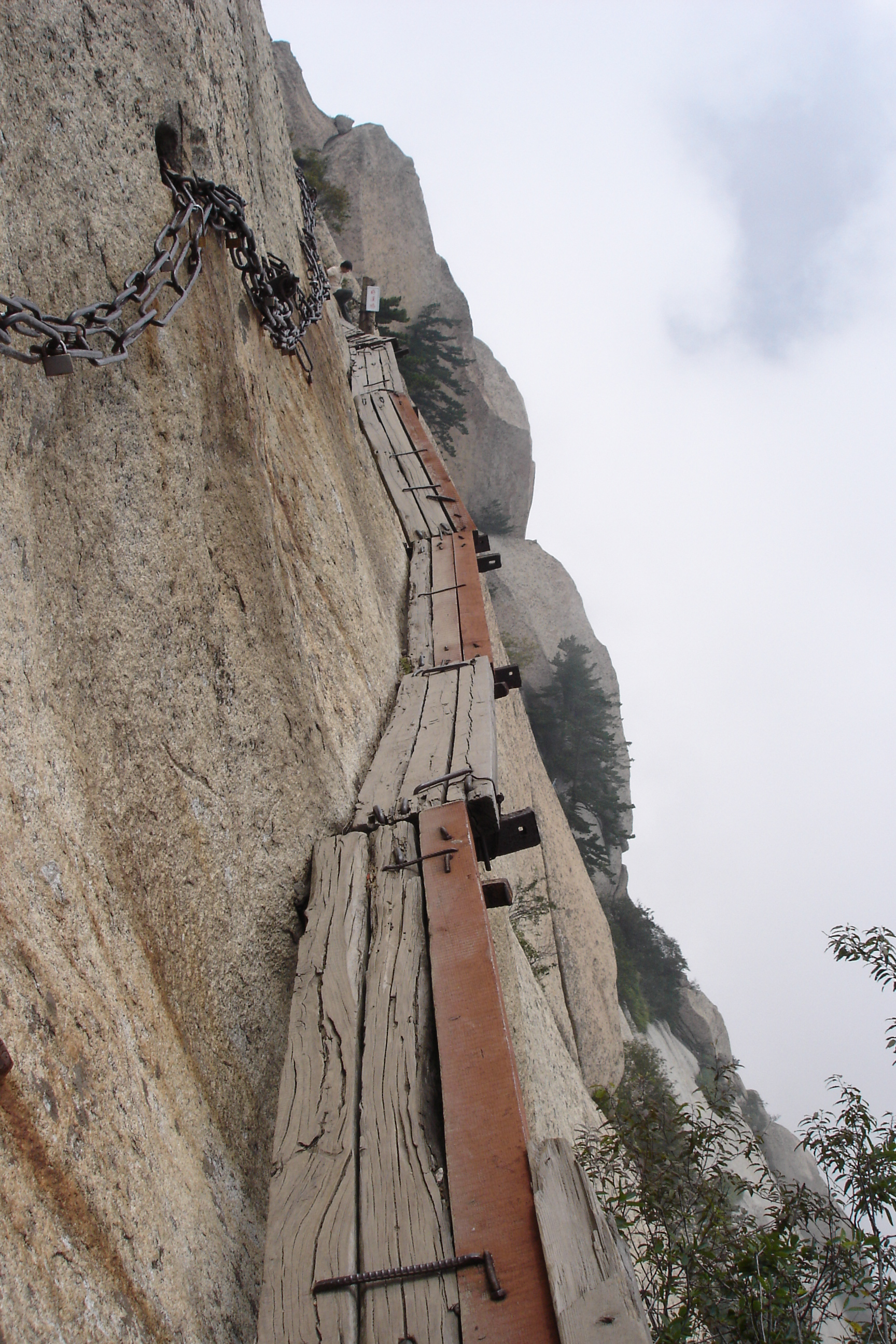
Particolare sulle difficoltà del sentiero

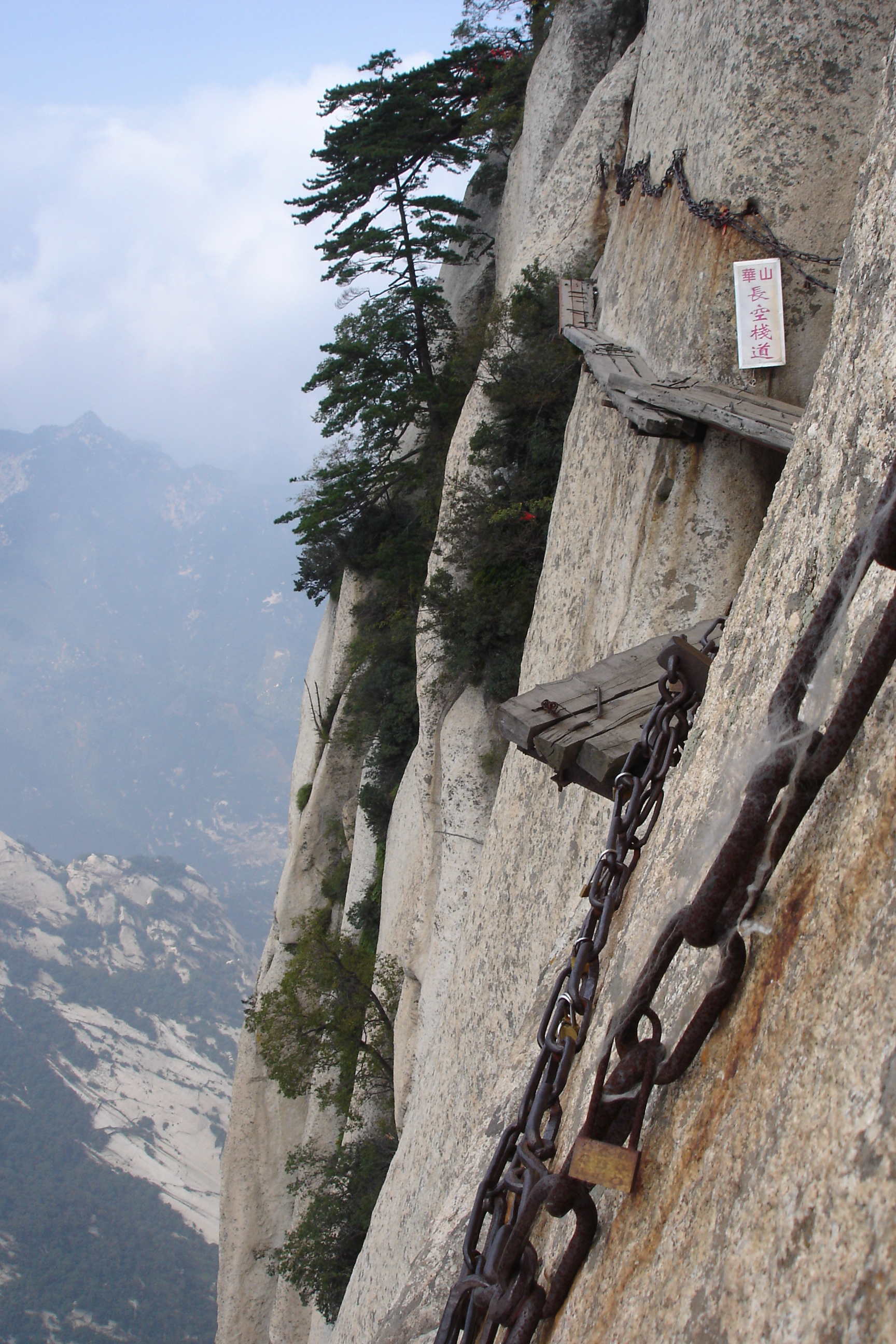

La montagna ha diversi templi religiosi, sia taoisti che buddisti. L'arrampicata è in molti punti estremamente pericolosa, con sentieri a strapiombo, talvolta senza corrimano, e stretti da non far passare più di una persona alla volta. È possibile raggiungere la vetta settentrionale con delle funivie, ma la vetta più alta, quella meridionale è ancora raggiungibile solo a piedi. L'accessibilità al monte è condizionata anche dalle condizioni meteorologiche: in caso di forte vento o ghiaccio l'ascensione diviene impossibile.